# 聖彼德羅 (瓜薩揚縣)

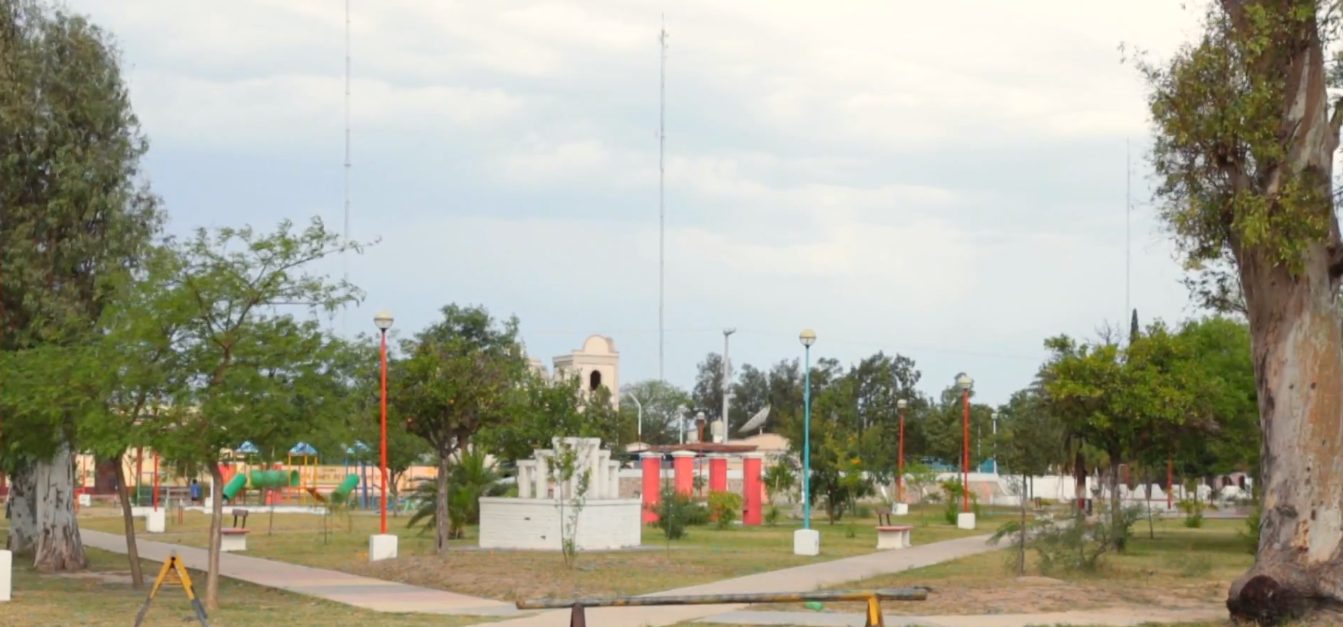
聖彼德羅的圣彼得广场

聖彼德羅（西班牙語：San Pedro de Guasayán），是阿根廷的城鎮，位於該國北部聖地亞哥-德爾埃斯特羅省，是瓜薩揚縣的首府，海拔高度355米，該地區的地震活動頻繁和低強度，2001年人口2,827。
27°06′S 64°16′W / 27.100°S 64.267°W